# Pelta

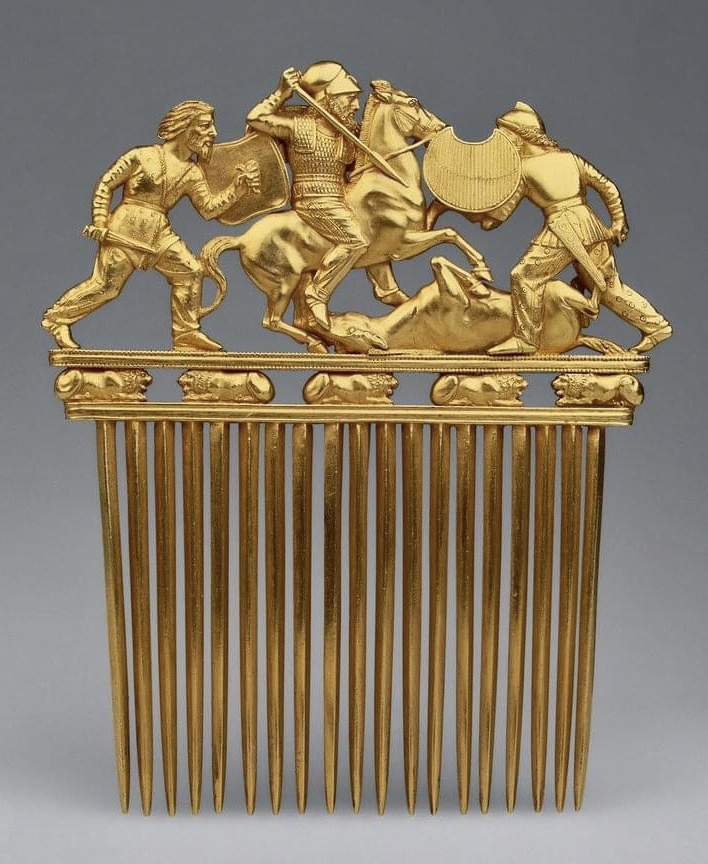
Guerrero con pelta de media luna en un peine escita.

La pelta (en griego πέλτη / péltê (pelta), escudo ligero; en latín peltarion) es un escudo ligero llevado por el peltasta tracio, combatiente de infantería ligera de los antiguos ejércitos griegos. 
Según Aristóteles, la pelta carecía de borde y parece que da a entender que era redondo. Jenofonte lo describe como "redondo", aunque las representaciones en el arte son muy raras. Algunas tropas persas y orientales usaban también escudos similares a la pelta. Sin embargo, parece que este escudo en forma de media luna tuvo sus orígenes en Tracia, de donde eran la mayoría de peltastas.
La pelta tenía forma de media luna (el lado cóncavo hacia lo alto) y estaba realizado con un armazón de madera, a menudo de mimbre, recubierto de piel de cabra o de cordero. Como el aspis koilè, su cara externa llevaba un emblema, a menudo un dibujo geométrico que puede también ser más representativo (serpiente, ojo, media luna, etc.).
La pelta aparece a veces representada con una sola asa, y otras con dos asideros, como los escudos hoplon de los hoplitas. Tenía asimismo una correa para transportarla.

## La pelta, arma defensiva de las amazonas

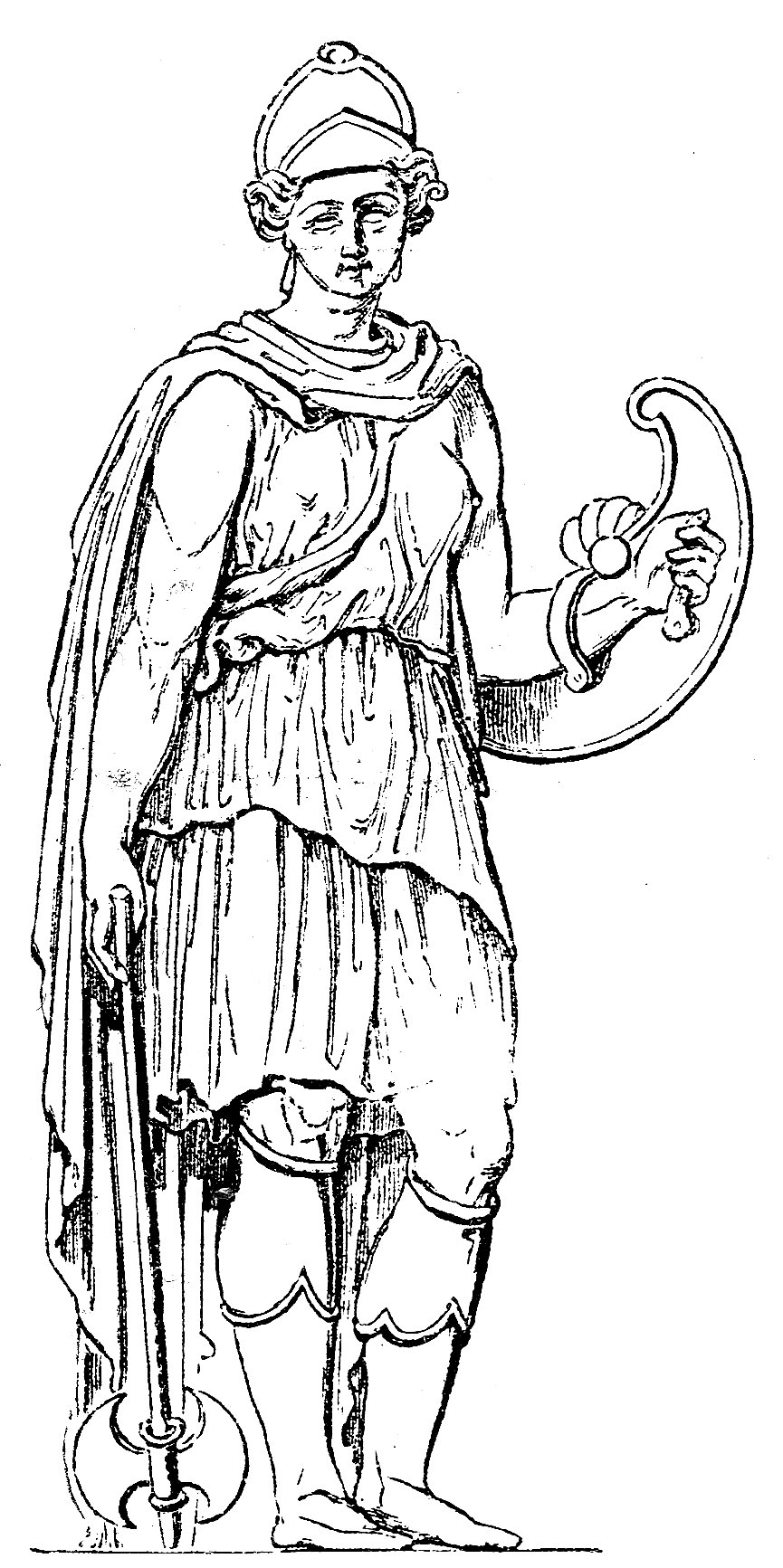
Amazona con su pelta.

La pelta fue atribuida legendariamente a las amazonas por los poetas, que las llamaban peltatae (o peltiferae), ya que este escudo era considerado su arma nacional.
En efecto, este tipo de escudo se adapta bien a la morfología femenina por su pequeño tamaño y ligereza, además de que su forma es ideal para guerreros a caballo, ya que puede estar unido a su espalda y con las muescas sobre la curvatura de la espalda del caballo se reduce el riesgo para que la guerrera se vea obstaculizada por la fricción de su escudo con la parte trasera de su montura, sobre todo durante las cabalgadas a gran velocidad.
Quinto de Esmirna da la siguiente descripción del escudo de Pentesilea: "Tomó su escudo divino, similar a una media luna que se eleva por encima de las profundidades del océano, lleno a la mitad su disco y doblando sus puntas: así era este gran escudo."

## Lapeltaen decoraciones antiguas

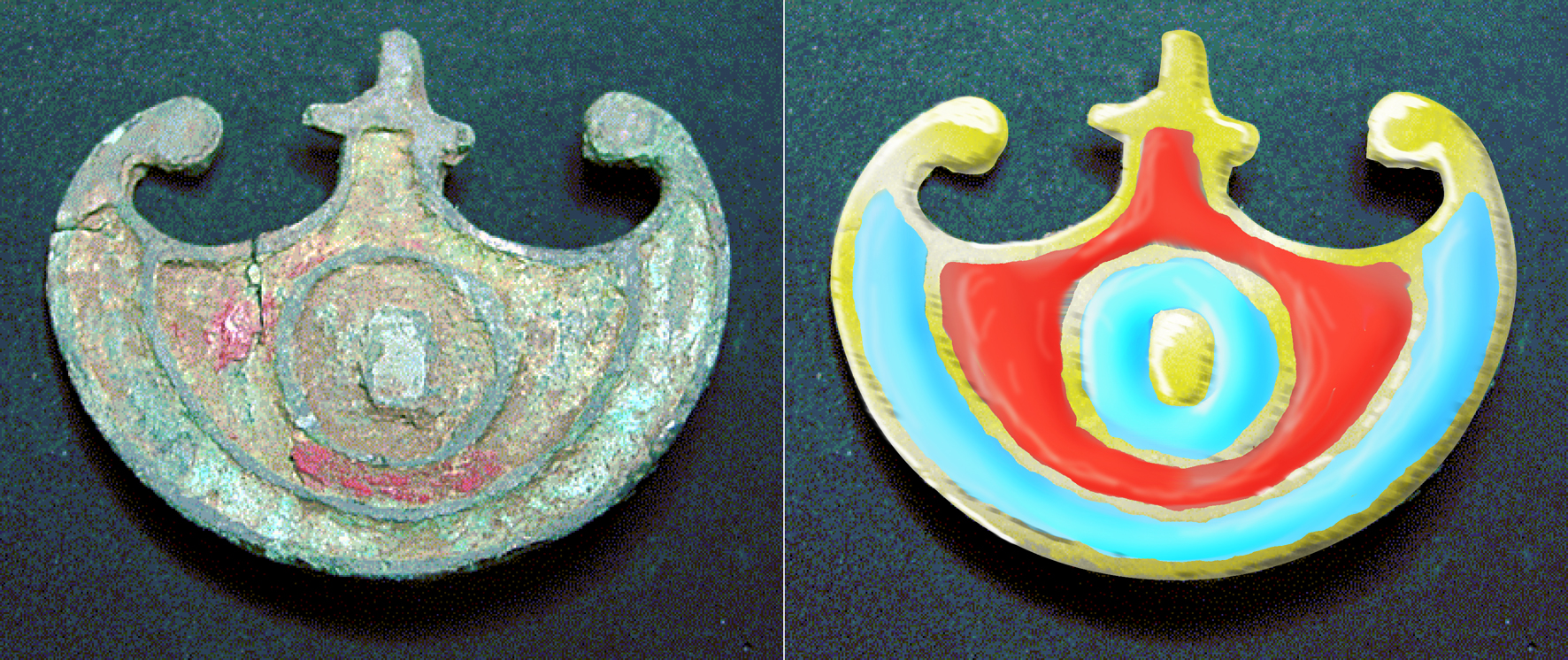
Broche romano en forma de pelta encontrado en Panonia,.

En la época romana los escudos de las amazonas se pusieron de moda como motivo decorativo para ornamentar mosaicos y artes menores. Las peltas, enmarcan a menudo los cartuchos con una inscripción en los monumentos y sarcófagos. R. Gavelle consideraba la pelta como un atributo báquico, evocando la similitud entre "la forma de la pelta y la hoja de hiedra." Según G.-Ch. Picard, en la época imperial la pelta simbolizaba la virtus. Para él, la pelta tenía dos valores: uno étnico "es el arma de los orientales" y el otro simbólico, las amazonas se habían convertido en "símbolos de la virtud guerrera, la virtus, que constituían la principal de las cualidades reales requeridas por la teología helenística."
La opinión más comúnmente aceptada atribuye a la pelta un valor apotropaico similar al de la gorgona Medusa.

## Lapeltaen nuestros días

La pelta, cuyos ángulos están terminados con cabezas de león y de águila aparecen en el emblema oficial de la República Francesa.

El simbolismo de la pelta continúa siendo utilizado en nuestros días, como es el caso de Francia.